# Stazione di Ghisonaccia
La stazione di Ghisonaccia è stata una stazione ferroviaria posta lungo la ex linea ferroviaria a scartamento ridotto Bastia-Porto Vecchio chiusa nel 1943 a causa della seconda guerra mondiale, era a servizio del comune di Ghisonaccia in Corsica isola della Francia.

## Storia
La stazione venne inaugurata nel 17 giugno 1888 insieme al tronco Tallone-Ghisonaccia. Continuò il suo esercizio fino al 1943 insieme alla linea a causa l'esercito tedesco in ritirata fece saltare diciotto ponti e distrusse il materiale rotabile, facendo terminare bruscamente l'esercizio.